# Norman Kerry
Norman Kerry (16 de junio de 1894-12 de enero de 1956) fue un actor estadounidense cuya carrera se extendió a lo largo de más de 25 años, iniciándola exitosamente en la época del cine mudo y finalizándola en declive al inicio de la Segunda Guerra Mundial.

## Biografía
Su verdadero nombre era Arnold Kaiser, nació en Rochester (Nueva York), en una familia de ascendencia alemana. Hacia el inicio de la Primera Guerra Mundial decidió cambiar su nombre, decididamente alemán, por Norman Kerry, con el que posteriormente fue conocido. 
Hacia 1916 hizo amistad con Rodolfo Valentino, entonces un bailarín de cierto renombre, en la ciudad de Nueva York. Parece ser que presentó a Valentino a la bailarina Bonnie Glass, que pasó a ser compañera suya de baile. A cambio, Valentino alentó a Kerry para que intentara abrirse paso en el cine.
Kerry debutó en el cine en la comedia de 1916 dirigida por Allan Dwan Manhattan Madness, protagonizada por Douglas Fairbanks. Al año siguiente consiguió el estatus de primer actor masculino en el film The Little Princess, dirigido por Marshall Neilan, en el cual actuó con Mary Pickford. En 1918, tras su éxito en The Little Princess, rodó la película de William Desmond Taylor Up the Road with Sallie, en la que trabajaba Constance Talmadge. 
La carrera de Kerry brilló en la época del cine mudo entre finales de la década de 1910 hasta entrada la de 1920, siendo un actor muy popular, sobre todo entre el público femenino. Su físico le facilitó la interpretación de personajes gallardos, heroicos y aventureros, o de exóticos y seductores conquistadores. Gracias a todo ello, en 1923 Kerry era un respetado primer actor y un reclamo para el público. Ese año actuó en dos filmes que dieron mucho que hablar: el enorme éxito de taquilla Nuestra Señora de París, con Lon Chaney y Patsy Ruth Miller, y el controvertido Merry-Go-Round, junto a la recién llegada Mary Philbin. Kerry fue escogido para trabajar en Merry-Go-Round por el famoso director austriaco Erich von Stroheim, pero Irving Thalberg, ejecutivo del estudio, despidió a von Stroheim durante el rodaje, siendo reemplazado por el director Rupert Julian. Aunque controvertido en su tiempo, en la actualidad el film es considerado un clásico.  
Kerry actuaría otra vez con Lon Chaney y Mary Philbin en el clásico de horror de 1925 The Phantom of the Opera, interpretando al enamorado de Philbin, el Vizconde Raoul de Chagny. El film fue un enorme éxito, tanto financiero como de crítica, y asentó a Kerry como primer actor en los años veinte. Ese mismo año actuó con Patsy Ruth Miller en la cinta de aventuras Lorraine of the Lions, aunque sin el éxito del título anterior. En 1927 Kerry compartiría de nuevo pantalla con Lon Chaney en la película de horror dirigida por Tod Browning The Unknown, con una principiante Joan Crawford. El resto de la década siguió interpretando papeles prominentes acompañado de famosas actrices de la época, tales como Anna Q. Nilsson, Marion Davies, Bebe Daniels, Mildred Harris, ZaSu Pitts, Joan Crawford, Lillian Gish y Claire Windsor.  
Con los inicios del cine sonoro, él y Mary Philbin se reunieron para rodar escenas habladas para un reestreno en versión sonorizada de "Phantom of the Opera" (1930). En la banda sonora superviviente se oye a ambas estrellas hablando con dicción exagerada, incómodas y rígidas. Este fue el único título sonoro de Philbin, y el inicio del declive de Kerry. En 1931 trabajó en Bachelor Apartment, acompañando a la estrella del cine mudo Mae Murray. Esta cinta recibió críticas adversas, y la carrera de ambos actores empezó su fin. Antes de su retiro, Kerry rodó todavía otras tres producciones. 
Más adelante Kerry decidió formar parte de la Legión Extranjera Francesa, volviendo a los Estados Unidos cuando Francia fue invadida por la Alemania nazi.
Norman Kerry falleció en Los Ángeles, California, en 1956 a causa de una enfermedad hepática. Tenía 61 años de edad. Fue enterrado en el Cementerio de Holy Cross, en Culver City, California.
Por su contribución a la industria cinematográfica, Norman Kerry fue recompensado con una estrella en el Paseo de la Fama de Hollywood, en el 6724 de Hollywood Boulevard.

## Filmografía
- Tanks a Million (1941)
- Phantom of Santa Fe, también titulada The Hawk (1936)
- Air Eagles (1931)
- Bachelor Apartment (1931)
- Ex-Flame (1930)
- The Prince of Hearts (1929)
- The Bondman (1929)
- The Woman I Love (1929)
- Trial Marriage (1929)
- Man, Woman and Wife (1929)
- The Woman from Moscow (1928)
- The Foreign Legion (1928)
- The Affairs of Hannerl (1928)
- Love Me and the World Is Mine (1927)
- The Irresistible Lover (1927)
- Body and Soul (1927)
- The Unknown (1927)
- Annie Laurie (1927)
- The Claw (1927)
- The Love Thief (1926)
- The Barrier (1926)
- Mademoiselle Modiste (1926)
- Under Western Skies (1926)
- Lorraine of the Lions (1925)
- The Phantom of the Opera (1925)
- Fifth Avenue Models (1925)
- The Price of Pleasure (1925)
- So This Is Marriage? (1924)
- Butterfly (1924)
- Hello, 'Frisco (1924)
- Between Friends (1924)
- Cytherea (1924)
- True As Steel (1924)
- Daring Youth (1924)
- The Shadow of the East (1924)
- The Satin Girl (1923)
- The Thrill Chaser (1923)
- The Acquittal (1923)
- Nuestra Señora de París (1923)
- Is Money Everything? (1923)
- Merry-Go-Round (1923)
- Brothers Under the Skin (1922)
- Till We Meet Again (1922)
- The Man from Home (1922)
- Find the Woman (1922)
- Three Live Ghosts (1922)
- Get-Rich-Quick Wallingford (1921)
- Little Italy (1921)
- The Wild Goose (1921)
- Proxies (1921)
- Buried Treasure (1921)
- A Splendid Hazard (1920)
- Passion's Playground (1920)
- Soldiers of Fortune (1919)
- The Dark Star (1919)
- Virtuous Sinners (1919)
- Getting Mary Married (1919)
- Toton the Apache (1919)
- The Talk of the Town (1918)
- Good Night, Paul (1918)
- Rose o' Paradise (1918)
- Up the Road with Sallie (1918)
- Amarilly of Clothes-Line Alley (1918)
- The Little Princess (1917)
- The Little American (1917)
- Manhattan Madness (1916)